# 中央人民委員会
中央人民委員会（ちゅうおうじんみんいいんかい）は、1972年から1998年まで朝鮮民主主義人民共和国に設置されていた国家機関。
1972年12月27日に制定された朝鮮民主主義人民共和国社会主義憲法（1972年憲法）によって設立。同憲法で中央人民委員会は「国家主権の最高指導機関」とされた。1998年の憲法改正によって中央人民委員会は廃止された。

## 構成
中央人民委員会は委員長、副委員長、書記長、委員で構成されていた。
憲法の規定により、国家主席が中央人民委員会の「首班」として委員長を兼務し、副委員長には国家副主席が就任した。国家主席・国家副主席を含め、中央人民委員会の構成員は最高人民会議によって選出され、任期は1972年憲法では4年、1992年憲法では5年であった。なお、1972年憲法では国家主席の提議によって、国家副主席・中央人民委員会書記長・委員（発足時25人）が最高人民会議で選出されることになっていた。
中央人民委員会の委員長には、同委員会の設置以来、金日成国家主席が就任していた。1994年7月8日に金日成が死去すると、委員長は1998年に同委員会が廃止されるまで空席となった。
1972年憲法では中央人民委員会の部門別委員会として、対内政策委員会、対外政策委員会、国防委員会、司法安全委員会、法制委員会、経済政策委員会などが設置されていた。しかし、1992年の憲法改正により、国防委員会は中央人民委員会より分離された。

## 権限
中央人民委員会は以下のような絶大な権限を有していた。
憲法の規定で、国家主席が中央人民委員会を指導することになっていたため、金日成国家主席に権力が集中する構造となっていた。中央人民委員会とは、まさしく「金日成への権力集中を実現するための機関」であり、金日成による「唯一領導体系」を推進する「半政半党」の機関であったといえる。

### 1972年憲法
- 国家の内外政策の樹立。
- 政務院（内閣）及び地方人民会議及び人民委員会[4]事業の指導。
- 司法・検察機関事業の指導。
- 国防及び国家政治保衛事業の指導。
- 憲法、最高人民会議法令、朝鮮民主主義人民共和国主席命令、中央人民委員会政令・決定・指示の執行状況を監督し、それに反する国家機関の決定、指示を廃止する。
- 政務院の部門別執行機関である「部」を改廃する。
- 政務院総理（首相）の提議により、副総理、各部長、それ以外の政務院構成員を任免する。
- 大使・公使を任命及び召還する。
- 重要軍事幹部を任免し、軍事称号を授ける。
- 勲章、名誉称号、軍事称号及び外交職級を制定し、勲章、名誉称号を授与する。
- 大赦を実施する。
- 行政区域を改廃する。
- 有事において戦時状態及び動員令を宣布する。
- 中央人民委員会政令・決定・指示の発令

### 1992年憲法
- 国家の政策及びその執行のための対策を立案する。
- 政務院及び地方人民会議及び人民委員会事業の指導。
- 司法・検察機関事業の指導。
- 国家機関の法遵守執行を指導し、法執行において提起される問題を処理する。
- 憲法、最高人民会議法令・決定、最高人民会議常設会議決定・指示、朝鮮民主主義人民共和国主席命令、朝鮮民主主義人民共和国国防委員会決定・命令、中央人民委員会政令・決定・指示の執行状況を監督し､それに反する地方人民会議の決定・執行を停止させ、国家機関の決定・指示を廃止する。
- 部門別行政的執行機関である政務院の委員会・部を新設し、または廃止する。
- 最高人民会議休会中、政務院総理の提議により、副総理、委員長、部長､その他の政務院構成員を任免する。
- 中央人民委員会部門別委員会の委員を任免する。
- 外国と締結した条約を批准または廃棄する。
- 外国に駐在する外交代表の任命または召還を決定する。
- 勲章及びメダル、名誉称号、外交職級を制定し、勲章及びメダル、名誉称号を授与する。
- 大赦権を行使する。
- 行政区域を新設し、または変更する。
- 中央人民委員会政令・決定・指示の発令

## 影響
中央人民委員会の発足以後、それまで重要政策を討議・決定してきた朝鮮労働党中央委員会の総会は開催回数が激減、遂には中央人民委員会の決定を受けて党の方針を策定する立場へと変化した。さらに党政治委員会（政治局）メンバーのうち、中央人民委員会委員に選ばれず、実質的に失脚する古参幹部も出た。金日成の権力基盤は、党から中央人民委員会をはじめとする政府機関へとシフトした。